# Liste der Biografien/Schmidt, E
Liste der Biografien |
Portal Biografien |
E Personensuche
# |
A |
B |
C |
D |
E |
F |
G |
H |
I |
J |
K |
L |
M |
N |
O |
P |
Q |
R |
S |
T |
U |
V |
W |
X |
Y |
Z |
?
 
Sa |
Sb |
Sc |
Sd |
Se |
Sf |
Sg |
Sh |
Si |
Sj |
Sk |
Sl |
Sm |
Sn |
So |
Sp |
Sq |
Sr |
Ss |
St |
Su |
Sv |
Sw |
Sy |
Sz
 
Sca–Sce |
Sch |
Sci–Scz
 
Scha |
Schc |
Schd |
Sche |
Schg |
Schi |
Schj |
Schk |
Schl |
Schm |
Schn |
Scho |
Schp |
Schr |
Schs |
Scht |
Schu |
Schv |
Schw |
Schy
 
Schma |
Schme |
Schmi |
Schmo |
Schmu |
Schmy
 
Schmic |
Schmid |
Schmie |
Schmig |
Schmik |
Schmil |
Schmin |
Schmir |
Schmis |
Schmit
 
Schmida |
Schmidb |
Schmide |
Schmidf |
Schmidg |
Schmidh |
Schmidi |
Schmidj |
Schmidk |
Schmidl |
Schmidm |
Schmidp |
Schmidr |
Schmids |
Schmidt |
Schmid, A |
Schmid, B |
Schmid, C |
Schmid, D |
Schmid, E |
Schmid, F |
Schmid, G |
Schmid, H |
Schmid, I |
Schmid, J |
Schmid, K |
Schmid, L |
Schmid, M |
Schmid, N |
Schmid, O |
Schmid, P |
Schmid, R |
Schmid, S |
Schmid, T |
Schmid, U |
Schmid, V |
Schmid, W |
Schmid, Y
 
Schmidt, A |
Schmidt, B |
Schmidt, C |
Schmidt, D |
Schmidt, E |
Schmidt, F |
Schmidt, G |
Schmidt, H |
Schmidt, I |
Schmidt, J |
Schmidt, K |
Schmidt, L |
Schmidt, M |
Schmidt, N |
Schmidt, O |
Schmidt, P |
Schmidt, R |
Schmidt, S |
Schmidt, T |
Schmidt, U |
Schmidt, V |
Schmidt, W |
Schmidt, Y |
Schmidtb |
Schmidtc |
Schmidte |
Schmidtg |
Schmidth |
Schmidti |
Schmidtk |
Schmidtl |
Schmidtm |
Schmidtn |
Schmidts
Die Liste der Biografien führt alle Personen auf, die in der deutschsprachigen Wikipedia einen Artikel haben. Dieses ist eine Teilliste mit 109 Einträgen von Personen, deren Namen mit den Buchstaben „Schmidt, E“ beginnt.

## Schmidt, E
- Schmidt, E. Tamás (1936–2016), ungarischer Mathematiker

### Schmidt, Eb
- Schmidt, Eberhard (1711–1762), deutscher evangelischer Geistlicher, Generalsuperintendent von Eisenach
- Schmidt, Eberhard (1891–1977), deutscher Rechtswissenschaftler
- Schmidt, Eberhard (1907–1996), deutscher Komponist, Cellist und Chorleiter
- Schmidt, Eberhard (1908–1979), deutscher Filmproduktionsleiter, Kabarettgründer und Textilkaufmann
- Schmidt, Eberhard (1908–1982), Schweizer Ingenieur und Hochschullehrer
- Schmidt, Eberhard (1930–2011), deutscher Studienrat und Musikfunktionär
- Schmidt, Eberhard (* 1939), deutscher Politologe
- Schmidt, Eberhard (* 1949), deutscher Bauingenieur, Hydrologe und Herausgeber
- Schmidt, Eberhard (* 1960), deutscher Ingenieur, Professor für Sicherheitstechnik und Umweltschutz
- Schmidt, Eberhard Martin (1926–1995), deutscher Maler, Grafiker und Bildhauer

### Schmidt, Ec
- Schmidt, Eckart (* 1936), deutscher Architekt
- Schmidt, Eckhart (1938–2024), deutscher FilmregisseurEckhart Schmidt (1938–2024)

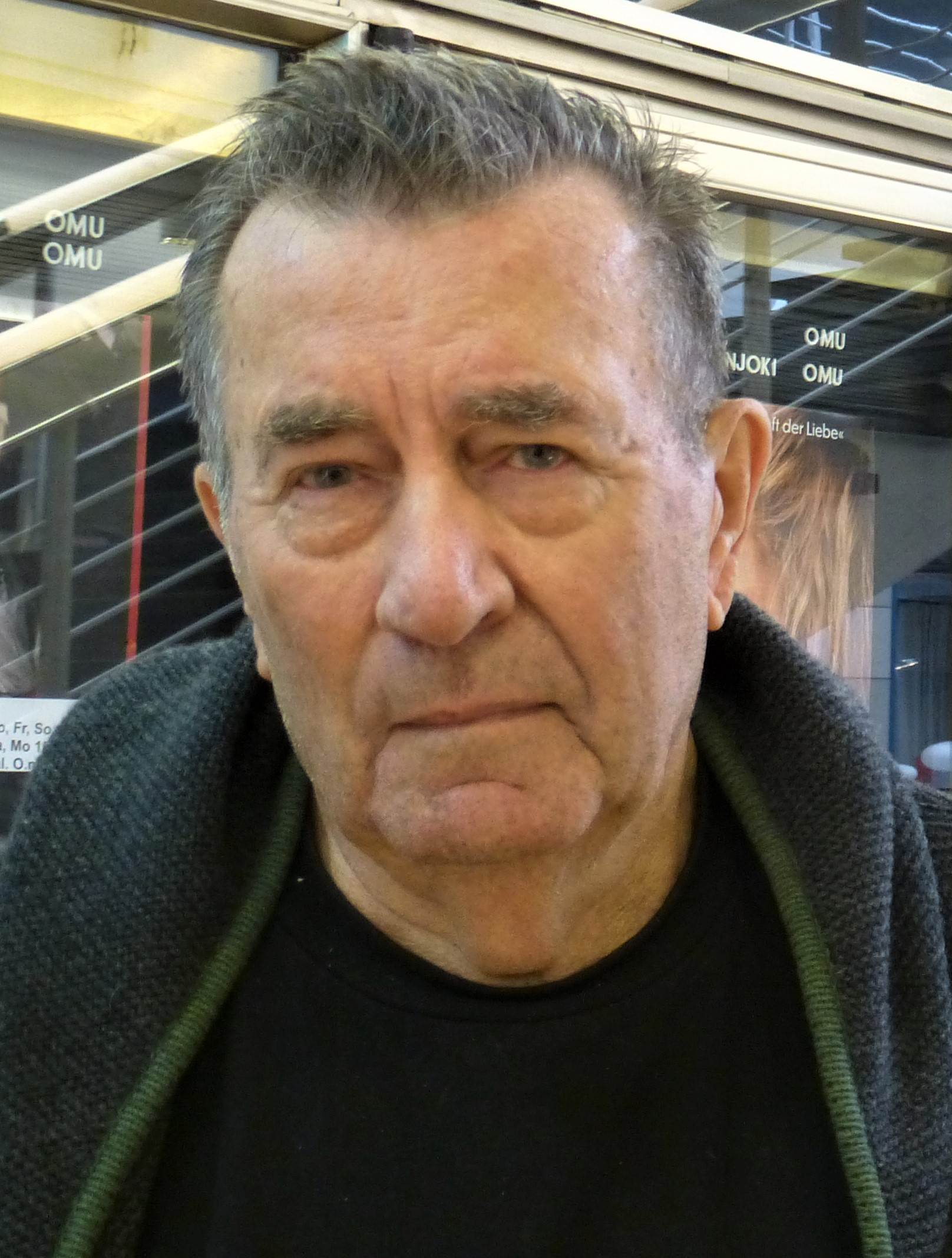
Eckhart Schmidt (1938–2024)

### Schmidt, Ed
- Schmidt, Edda (* 1948), deutsche Politikerin (NPD)
- Schmidt, Edith, deutsche Tischtennisspielerin
- Schmidt, Edmund (1844–1916), deutscher Geistlicher und Benediktiner im bayerischen Kloster Metten
- Schmidt, Edmund (1845–1924), deutscher Unternehmer und Politiker (DNVP), MdR
- Schmidt, Eduard (1806–1862), deutscher Maler des Realismus
- Schmidt, Eduard (1879–1963), deutscher Klassischer Archäologe
- Schmidt, Eduard (1887–1955), deutscher Politiker (USP, KPD, SPD)
- Schmidt, Eduard Oscar (1823–1886), deutscher Zoologe
- Schmidt, Edwin (1904–1988), deutscher Heimatforscher

### Schmidt, Eg
- Schmidt, Egon (1927–1983), deutscher Autor von Kinder- und Jugendbüchern in der DDR
- Schmidt, Egon (* 1930), deutscher Fußballspieler

### Schmidt, Eh
- Schmidt, Ehrhard (1863–1946), deutscher Admiral im Ersten Weltkrieg

### Schmidt, Ei
- Schmidt, Eike (* 1939), deutscher Jurist
- Schmidt, Eike (* 1968), deutsch-italienischer Kunsthistoriker und MuseumsleiterEike Schmidt (* 1968)

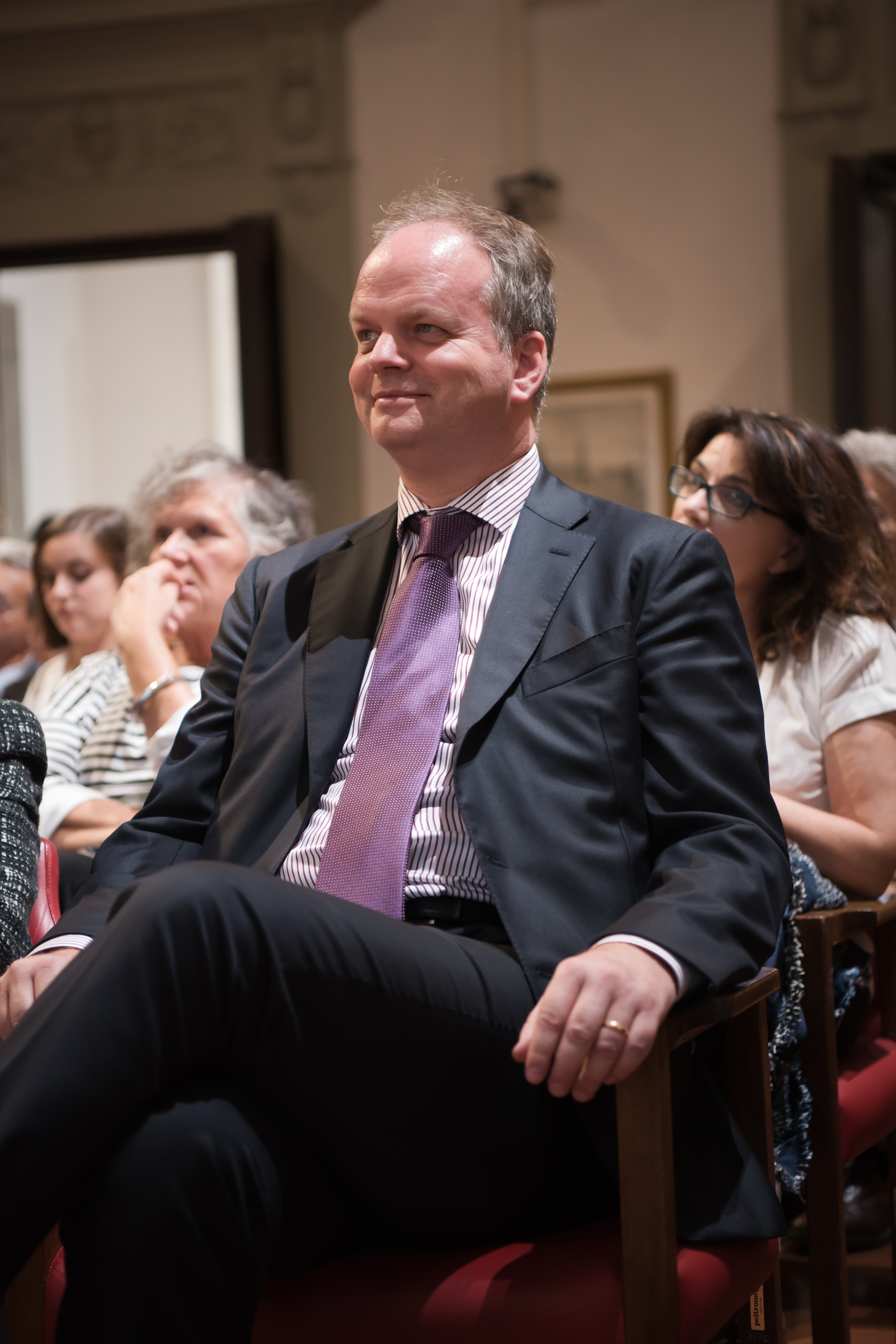
Eike Schmidt (* 1968)

### Schmidt, Ek
- Schmidt, Ekaterina (* 1978), russisch-deutsche Komikerin, Schauspielerin und Model
- Schmidt, Ekkehard (1942–2020), deutscher Politiker (CDU), MdA

### Schmidt, El
- Schmidt, Elena (* 1988), kasachische und deutsche Schönheitskönigin, Miss Deutschland 2013
- Schmidt, Elias (1630–1690), deutscher Mediziner
- Schmidt, Elijah (* 1997), US-amerikanisch-deutscher Basketballspieler
- Schmidt, Elisabeth (1920–2012), österreichische Politikerin (ÖVP), Abgeordnete zum Nationalrat, Mitglied des Bundesrates
- Schmidt, Elisabeth (* 1929), deutsche Turnerin
- Schmidt, Elisabeth (* 1974), österreichische Politikerin (FPÖ), Landtagsabgeordnete
- Schmidt, Elise (1824–1902), deutsche Schauspielerin, Schriftstellerin, Dichterin, Übersetzerin (aus dem Alt-Griechischen), Rezitatorin
- Schmidt, Elizabeth Silveira (* 1951), brasilianische Pädagogin, Professorin, Unternehmerin und Politikerin
- Schmidt, Elke-Annette (* 1957), deutsche Politikerin (Die Linke), MdL
- Schmidt, Ellen (1922–1997), deutsche Szenenbildnerin
- Schmidt, Ellen (1924–2012), deutsche Ärztin, erste Rektorin an der Medizinischen Hochschule Hannover
- Schmidt, Elli (1908–1980), deutsche Politikerin (SED), Vorsitzende des Demokratischen Frauenbunds Deutschlands in der DDRElli Schmidt (1908–1980)

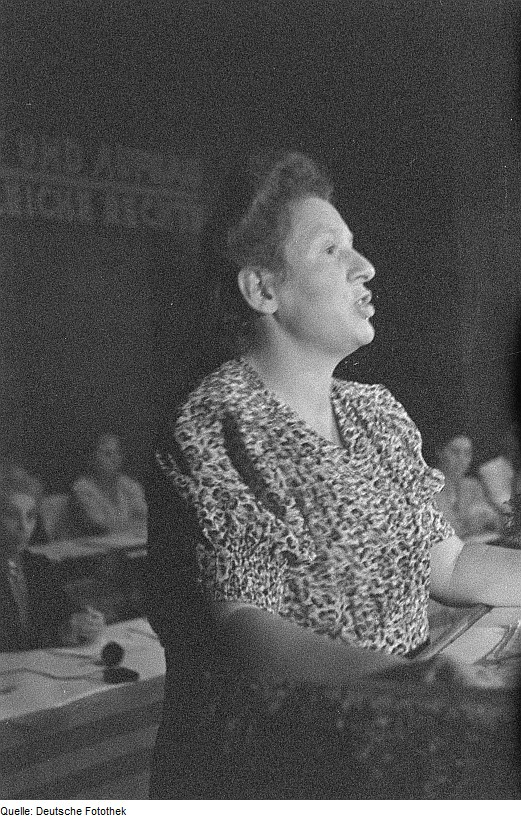
Elli Schmidt (1908–1980)

- Schmidt, Elsa-Klara (1891–1965), Unternehmerin und Kunstsammlerin
- Schmidt, Elvira (* 1970), österreichische Politikerin (SPÖ), Landtagsabgeordnete

### Schmidt, Em
- Schmidt, Emil (1912–1979), deutscher Architekt und Hochschullehrer
- Schmidt, Emil Ludwig (1837–1906), deutscher Anthropologe, Ethnologe und Hochschullehrer
- Schmidt, Emma (* 1944), österreichische Pianistin

### Schmidt, En
- Schmidt, Enno (* 1958), deutscher Künstler und Aktivist für das Bedingungslose Grundeinkommen
- Schmidt, Enrique (1949–1984), nicaraguanischer Revolutionär und Politiker

### Schmidt, Er
- Schmidt, Erasmus (1570–1637), deutscher Philologe und Mathematiker
- Schmidt, Erasmus (1598–1649), deutscher Mediziner
- Schmidt, Erhard (1876–1959), deutscher Mathematiker und Mitbegründer der modernen abstrakten Funktionalanalysis
- Schmidt, Erhard, deutscher Fußballspieler
- Schmidt, Erhard (1933–2021), deutscher Maler, Grafiker und Hochschullehrer
- Schmidt, Erhard (1937–2006), deutscher Fußballspieler und -trainer
- Schmidt, Erhard von (1903–1994), deutscher Politiker (NSDAP), MdR
- Schmidt, Eric (* 1955), US-amerikanischer Informatiker und Manager, Vorsitzender und CEO von GoogleEric Schmidt (* 1955)

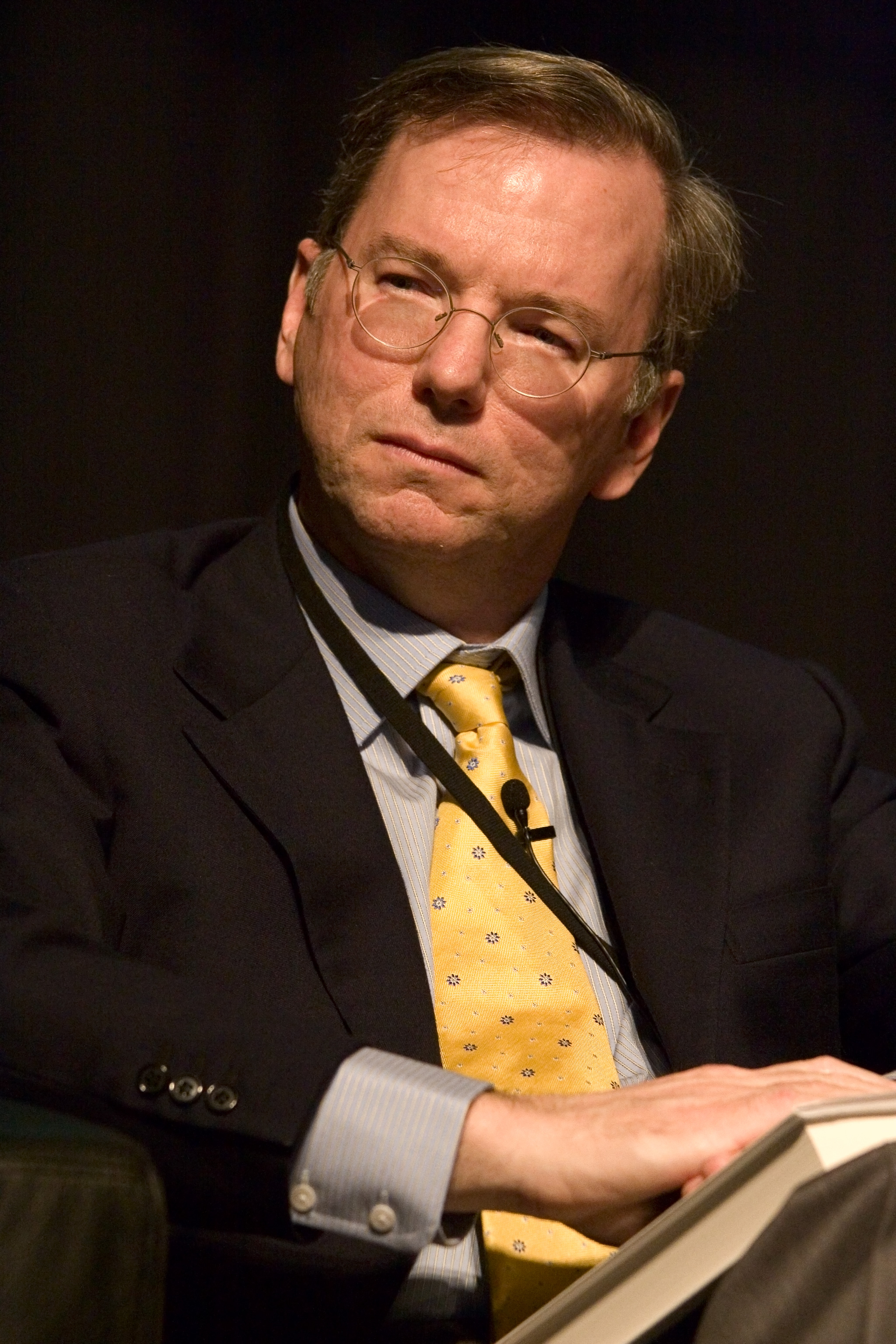
Eric Schmidt (* 1955)

- Schmidt, Erica (* 1975), US-amerikanische Theaterregisseurin, Autorin und Schauspielerin
- Schmidt, Erich († 1945), deutscher Verwaltungsjurist, Landrat in der Neumark
- Schmidt, Erich (1853–1913), deutscher Literaturwissenschaftler
- Schmidt, Erich (1882–1965), deutscher Politiker (CDU), Oberbürgermeister von Fulda
- Schmidt, Erich (1882–1964), deutscher Politiker, Oberbürgermeister von Göttingen
- Schmidt, Erich (1895–1952), deutscher Politiker (KPD/SED). MdL
- Schmidt, Erich (1897–1952), deutscher Politiker (DNVP), MdR
- Schmidt, Erich (1900–1981), deutscher Nationalsozialist
- Schmidt, Erich (1910–2008), deutscher Politiker (SPD) und SDAJ-Funktionsträger
- Schmidt, Erich (1910–2005), deutscher Kirchenmusiker
- Schmidt, Erich (1925–2009), deutscher Ringer
- Schmidt, Erich (1943–2019), österreichischer Unternehmer und Politiker (SPÖ), Abgeordneter zum Nationalrat
- Schmidt, Erich Friedrich (1897–1964), amerikanischer Vorderasiatischer Archäologe
- Schmidt, Erik (1925–2014), estnischer Maler und Schriftsteller
- Schmidt, Erik (* 1968), deutscher Maler, Filmemacher und Fotograf
- Schmidt, Erik (* 1992), deutscher HandballspielerErik Schmidt (* 1992)

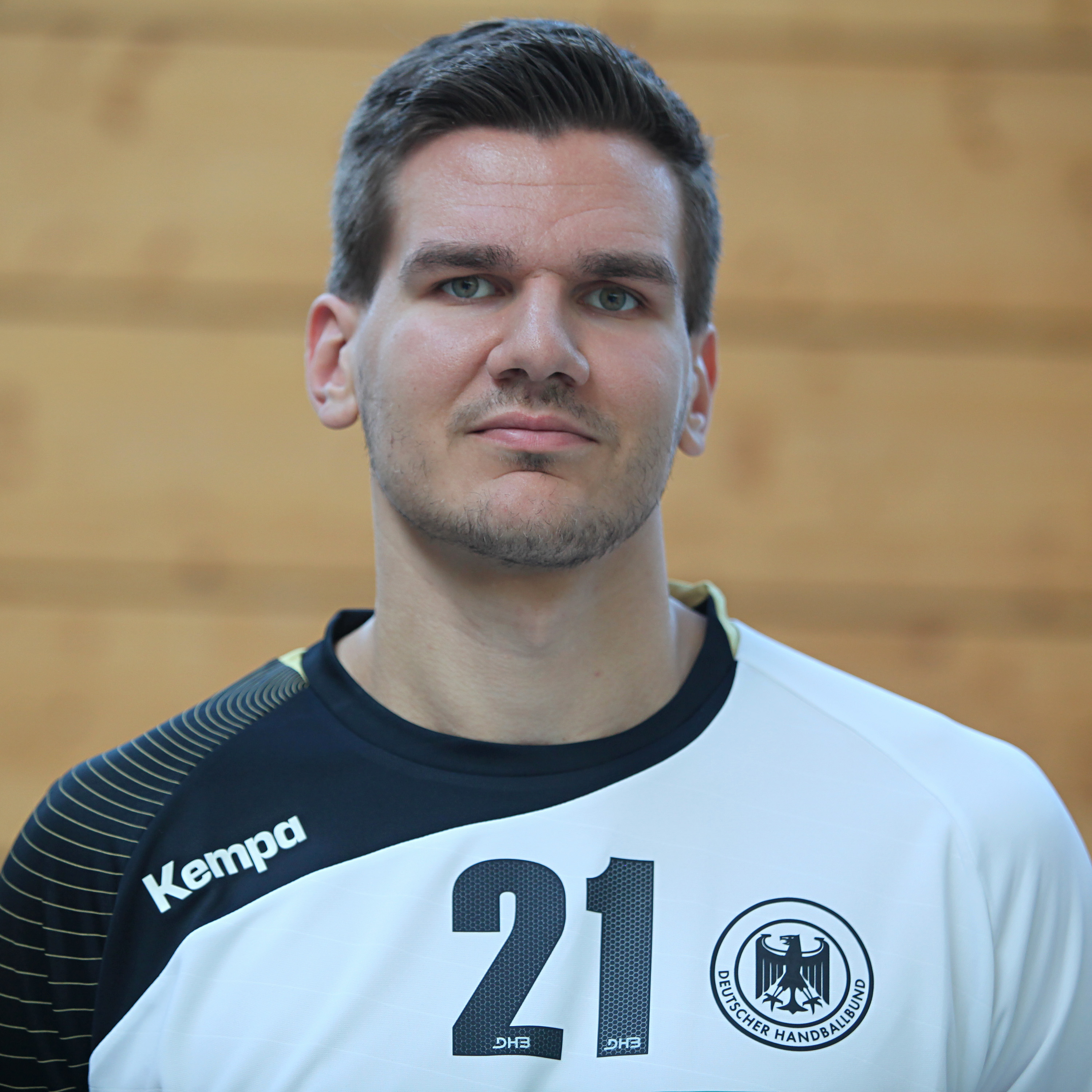
Erik Schmidt (* 1992)

- Schmidt, Erika (* 1944), deutsche Landschaftsarchitektin und Denkmalpflegerin
- Schmidt, Ernst (1798–1877), preußischer Offizier und provinzialrömischer Archäologe
- Schmidt, Ernst (1830–1900), deutsch-US-amerikanischer Mediziner
- Schmidt, Ernst (1845–1921), deutscher Chemiker
- Schmidt, Ernst (1874–1932), württembergischer Oberamtmann
- Schmidt, Ernst (1889–1985), deutscher Maler und Politiker
- Schmidt, Ernst (1892–1975), deutscher Thermodynamiker und Hochschullehrer
- Schmidt, Ernst (1905–1993), deutscher Motoren- und Motorradkonstrukteur
- Schmidt, Ernst (1912–1955), deutscher Politiker (SPD), MdL
- Schmidt, Ernst (1920–2000), deutscher Leichtathlet
- Schmidt, Ernst (1924–2009), deutscher Stadthistoriker
- Schmidt, Ernst A. (* 1937), deutscher Altphilologe
- Schmidt, Ernst Alexander (1801–1857), deutscher Historiker
- Schmidt, Ernst Eugen (* 1944), deutscher Autor, Ausgrabungstechniker und Instrumentenkundler
- Schmidt, Ernst Günther (1929–1999), deutscher Klassischer Philologe
- Schmidt, Ernst jr. (1938–1988), österreichischer Filmregisseur
- Schmidt, Ernst Oswald (1839–1919), deutscher evangelisch-lutherischer Lehrer und Theologe
- Schmidt, Ernst Reinhold (1819–1901), deutscher Lehrer, der 1848 nach Pennsylvania emigrierte
- Schmidt, Ernst Walter (1894–1981), deutscher Pastor und Dichter
- Schmidt, Ernst-Heinrich (1937–2022), deutscher Offizier und Historiker
- Schmidt, Erwin (1886–1956), deutscher Heimatforscher
- Schmidt, Erwin (* 1906), deutscher Politiker (KPD), MdBB
- Schmidt, Erwin (1924–1997), deutscher Politiker (SPD), MdBB
- Schmidt, Erwin (* 1929), deutscher Fußballspieler
- Schmidt, Erwin (* 1955), österreichischer Jazzmusiker

### Schmidt, Eu
- Schmidt, Eugen (* 1834), deutscher Reichsgerichtsrat
- Schmidt, Eugen (1862–1931), dänischer Leichtathlet, Sportschütze und Tauzieher
- Schmidt, Eugen (* 1975), deutscher Politiker (AfD), MdBEugen Schmidt (* 1975)

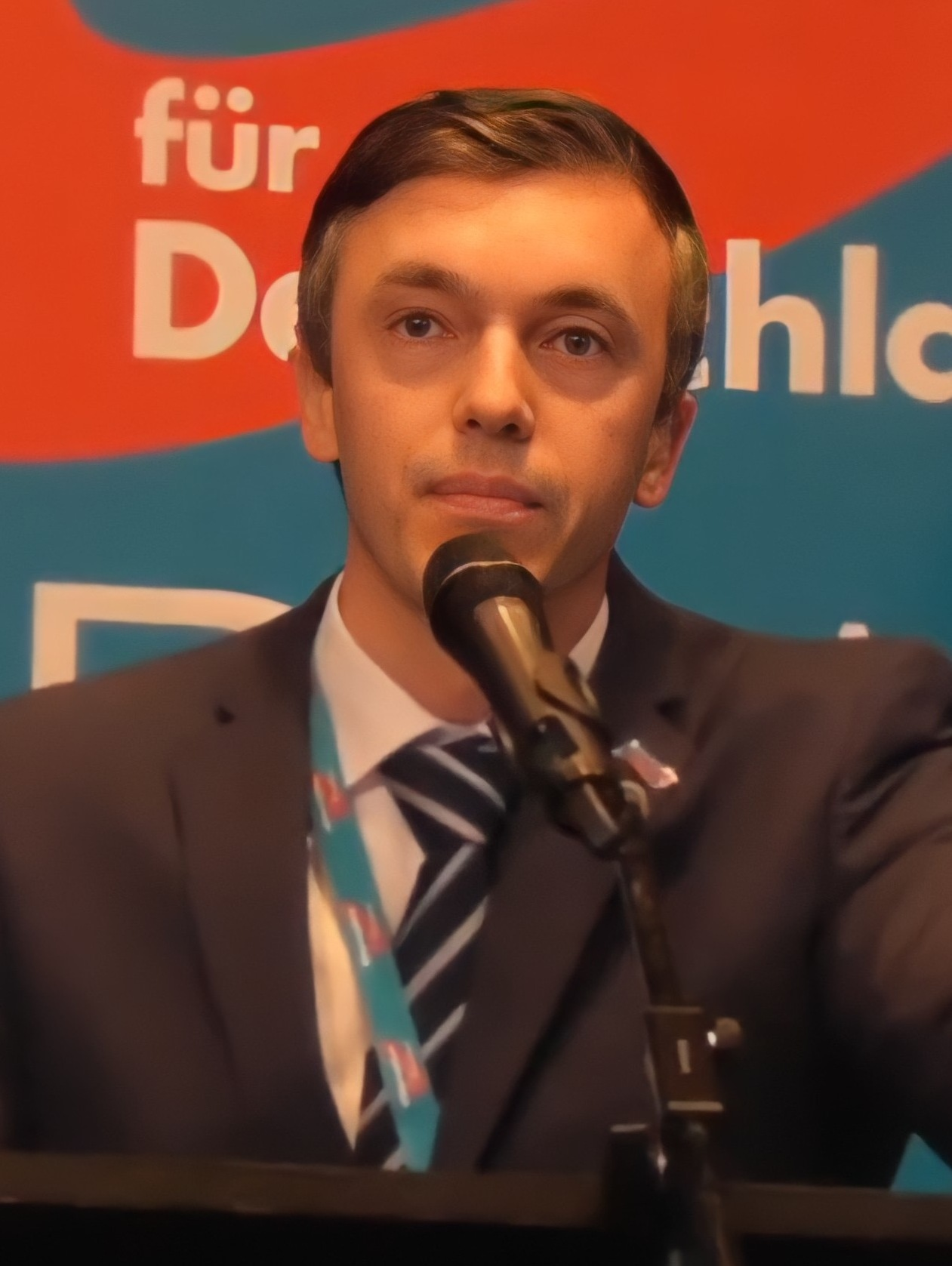
Eugen Schmidt (* 1975)

- Schmidt, Eusebius (1810–1883), deutscher Pädagoge

### Schmidt, Ev
- Schmidt, Eva (1897–1988), deutsche Historikerin und Schriftstellerin
- Schmidt, Eva (* 1952), österreichische Schriftstellerin
- Schmidt, Eva (* 1969), deutsche Journalistin
- Schmidt, Eva Renate (1929–2022), deutsche evangelische feministische Theologin und Organisationsberaterin
- Schmidt, Evamaria (1926–2014), deutsche Klassische Archäologin
- Schmidt, Evelyn (* 1949), deutsche Filmregisseurin
- Schmidt, Evelyn (* 1983), deutsche Weinkönigin 2007/2008

### Schmidt, Ex
- Schmidt, Expeditus (1868–1939), deutscher Franziskaner, Schriftsteller, Theater- und Literaturhistoriker